# UV-Mal

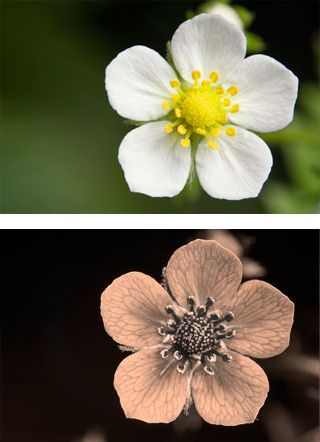
Blüte einer Wald-Erdbeere unter sichtbarem Licht (oben) und UV-Licht (unten).

Unter einem UV-Mal versteht man in der Botanik Areale in Blumen, die neben Farben des sichtbaren Lichtspektrums auch UV-Licht reflektieren oder absorbieren und so kontrastieren. UV-Muster können strukturell oder durch Pigmente bedingt sein. Diese Areale können auf einzelne Blütenorgane oder Teile davon beschränkt sein, können aber auch auf Blütenstandsebene ein Muster bilden. Die Muster der UV-Male sind nicht mit den Mustern des sichtbaren Lichts gekoppelt. So finden sich z. B. deutliche UV-Male im Zentrum der Blüten von Crepis und Löwenzahn, die im für den Menschen sichtbaren Wellenlängenbereich nicht auffällig sind.
UV-Male sind vor allem bei bienenbestäubten Arten verbreitet, da Bienen auch Teile des ultravioletten Spektrums wahrnehmen können. Auch einige vogelbestäubte Blumen weisen UV-Muster auf; einige Vögel sind als Tetrachromaten in der Lage, Muster im nahen UV-Bereich wahrzunehmen.
In den UV-Malen können UV-Licht absorbierende Markierungen auftreten, so genannte Saftmale. In ungewöhnlichen oder schwierig auszubeutenden Blütenformen leiten sie Hummeln und Bienen zur Nahrungsquelle. 
Für die Untersuchung, ob UV-Male in einer Blume vorhanden sind, kann man diese mit in Petrolether gelöstem FeCl3 schwarz anfärben.
Ein direkterer Nachweis ist mit UV-Fotografie oder UV-Videografie möglich. Verschiedene SW-Filme und CCD-Chips sind empfindlich und damit für bildgebende Verfahren geeignet. Ein UV-durchlässiges Objektiv, ein IR-Sperr und UV-Pass-Filter machen die Abbildung von UV-Reflexion bzw. -Absorption möglich.
Zudem können mit handelsüblichen Spektrographen Reflexionsspektren erzeugt werden, die eine Auswertung der reflektierten und absorbierten Wellenbereiche ermöglichen.